# 1350

De Lage Landen rond 1350

Het jaar 1350 is het 51e jaar in de 14e eeuw volgens de christelijke jaartelling.

## Gebeurtenissen
- 19 januari - Filips VI van Frankrijk trouwt met Blanca van Navarra.
- 1 april - Hertog Jan III van Brabant verkoopt stad en land van Breda aan Jan II van Polanen.
- 8 april - De latere koning Karel V van Frankrijk trouwt met Johanna van Bourbon.
- 16 april - In de Gelderse Broederstrijd tussen Reinoud III en Eduard neemt Reinoud de stad Nijmegen in die voor Eduard had gekozen.
- 15 of 16 mei - Slag bij Naarden: Een leger van Margaretha II van Henegouwen verslaat lokale edelen bij Naarden. De stad wordt platgebrand.
- 23 mei - Kabeljauwse verbondsakte: Een aantal Hollandse edelen verklaart dat Willem V hun landsheer moet worden zonder verplichtingen aan zijn moeder Margaretha II.
- 24 augustus - Reinoud III van Gelre neemt ook Tiel in. Er komen 143 mensen om het leven door brand in de kerktoren waarin ze zijn gevlucht.
- 29 augustus - Slag van Les Espagnols sur Mer: De Engelsen onder Eduard III van Engeland en 'zwarte prins' Eduard van Woodstock verslaan een Castiliaanse vloot onder Charles de La Cuerda op terugweg van Vlaanderen.
- 5 september - Hoekse verbondsakte: De Hollandse aanhangers van Margaretha II sluiten zich aaneen, waarmee de beide partijen van de Hoekse en Kabeljauwse twisten gevormd zijn.
- 19 november - Na de dood van graaf Rudolf II van Brienne gaan de graafschappen Eu en Guînes over op de Franse kroon.
- Fa Ngum verslaat Kham Hiao van Sawa bij Pak Ming.
- Lodewijk, de zoon van koning Jan II, wordt graaf van Anjou, Poitiers en Maine.
- Het graafschap Malta wordt samengevoegd met de kroon van Aragon.
- De Universiteit van Perpignan wordt gesticht.
- Het jaar 1350 is een Heilig Jaar.
- Sankt Vith ontvangt stadsrechten.
- Het klooster Sint-Anna-ter-Woestijne in Sint-Andries wordt gesticht.
- De latere Hendrik II van Castilië trouwt met Johanna Emmanuella.
- oudst bekende vermelding: Daasdonk, Wolfshoek
- De kerktoren bij de Oude Kerk van Delft wordt voltooid (jaartal bij benadering)

## Opvolging
- Angoulême - Charles de La Cerda als opvolger van Johanna II van Navarra
- Castilië en Leon: Alfons XI opgevolgd door zijn zoon Peter I
- patriarch van Constantinopel: Isidorius I opgevolgd door Callistus I
- Frankrijk: Filips VI opgevolgd door zijn zoon Jan II
- Majapahit: Tribhuwana opgevolgd door haar zoon Hayam Wuruk
- Nassau-Siegen: Otto II opgevolgd door zijn zoon Johan I in december 1350 of januari 1351

## Afbeeldingen

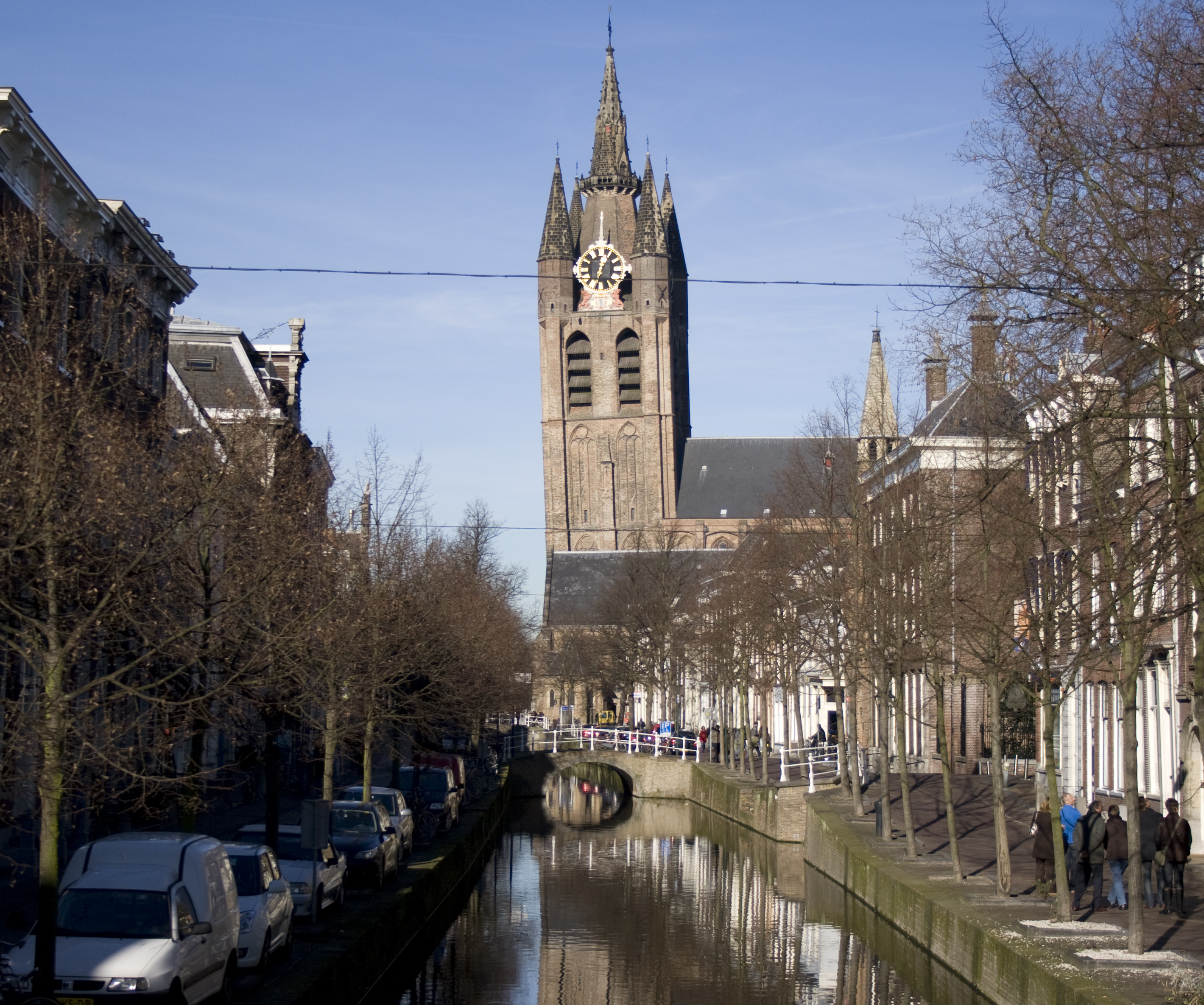
Oude Kerk Delft

## Geboren
- 23 januari - Vincent Ferrer, Aragonees missionaris
- 13 april - Margaretha van Male, gravin van Bourgondië en Vlaanderen (1384-1405)
- 12 oktober - Dmitri Donskoj, vorst van Moskou (1359-1389) en grootvorst van Vladimir (1363-1389)
- 27 december - Johan I, koning van Aragon (1387-1396)
- Johannes Hoen, Limburgs edelman
- Khanchög Wangpo, Tibetaans geestelijk leider
- Peeter Bode, Brabants bestuurder
- Andrew of Wyntoun, Schots schrijver (jaartal bij benadering)
- Florens Radewijns, Nederlands geestelijk leider (jaartal bij benadering)
- Frederik I van Brunswijk-Osterode, Duits edelman (jaartal bij benadering)
- Hendrik II van Wisch, Gelders edelman (jaartal bij benadering)
- Hendrik VII Rumpold, Silezisch edelman (jaartal bij benadering)
- Jan III Berthout van Berlaer, Brabants edelman (jaartal bij benadering)
- Jehoeda Cresques, Aragonees cartograaf (jaartal bij benadering)
- Johannes Canard, bisschop van Atrecht, Bourgondisch staatsman (jaartal bij benadering)
- Karma Lingpa, Tibetaans geestelijk leider (jaartal bij benadering)
- Katherine Swynford, echtgenote van Jan van Gent (jaartal bij benadering)
- Leonor Teles de Menezes, echtgenote van Ferdinand I van Portugal (jaartal bij benadering)
- Rienck Bockema, Fries ridder (jaartal bij benadering)
- Sybilla de Fortia, echtgenote van Peter IV van Aragon (jaartal bij benadering)

## Overleden
- januari - Adelheid van Holstein, Duits edelvrouw
- 21 februari - Nicolaas II van Schwerin, Duits edelman
- 26 maart - Alfons XI (38), koning van Castilië (1312-1350) (pest)
- 22 augustus - Filips VI (57), koning van Frankrijk (1328-1350)
- 6 oktober - Geertruida van Merenberg (~39), Duitse adellijke vrouw
- 19 november - Rudolf II van Brienne (~35), Frans edelman
- 23 november - Bernard d'Albi, Frans kardinaal en raadsheer
- december (of januari 1351) - Otto II van Nassau-Siegen (~45), graaf van Nassau-Siegen
- Adelheid van Schaumburg, Duits edelvrouw
- Erik van Schaumburg (~46), bisschop van Hildesheim
- Eschiva de Montfort, echtgenote van Peter I van Cyprus
- Gerard V van Schaumburg (~37), Duits edelman
- Otto van Cuijk (~80), Brabants edelman
- Thribuwana Tunggadewi, koningin van Majapahit (1328-1350)
- Willem III van Boxtel, Nederlands edelman